# Mistletoe & Wine
Mistletoe & Wine, Christmas Time: Mistletoe & Wine, är en julsång skriven av Jeremy Paul, Leslie Stewart och Keith Strachan till musikalen Scraps från 1976, baserad på berättelsen "Flickan med svavelstickorna" av Hans Christian Andersen. Den framfördes av Twiggy 1987 i en TV-variant av musikalen. Cliff Richard tyckte om melodin, men ville ändra texten något. Det tilläts, och han spelade in den och fick en singeletta i Storbritannien i december 1988. Den användes även i en informationsfilm om rattfylleri i kampanjen "Drinking And Driving Wrecks Lives".
Texten beskriver ett idylliskt julfirande i de anglosaxiska delarna av världen. Bland annat nämns mistel, vin och barn som sjunger kristna sånger.
Den pojke som sjunger ett högt solo i slutet på sången på Cliff Richards inspelning är James Rainbird.

## Andra inspelningar
Sången spelades senare in som cover av The Mediaeval Baebes. Carola Søgaard spelade 1991, med text svenska av Ingela "Pling" Forsman under namn Juletid, in sången i duett med Christer Sjögren på julalbumet Jul.

### Fotnoter
1. ↑  Liam Allen (22 december 2008). ”The stories of the Christmas hits” (på engelska). BBC News. http://news.bbc.co.uk/2/hi/entertainment/7787675.stm. Läst 6 augusti 2016.
2. ↑  ”Jul”. Svensk mediedatabas. 11 mars 1991. http://smdb.kb.se/catalog/id/001481192. Läst 6 augusti 2016.